# رودخانه کائوتین
رودخانه کائوتین (به انگلیسی: Cautín River) رودخانه‌ای به‌طول ۱۷۴ کیلومتر است که در شیلی جریان دارد.